# Jason Brown (labdarúgó)
Jason Roy Brown (Southwark, 1982. május 18. –) walesi labdarúgókapus, jelenleg a Blackburn Rovers játékosa.

## Külső hivatkozások
- Jason Brown pályafutásának statisztikái a Soccerbase oldalon (angolul)